# Nucleosynthese

De oorsprong van de verschillende elementen

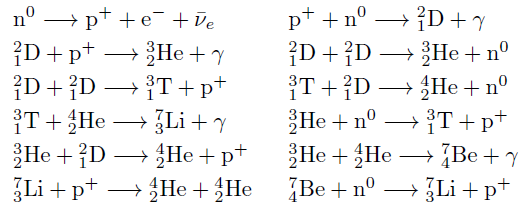
Vorming van de lichte elementen in het heelal.

Bindingsenergie in de atoomkernen

Nucleosynthese, nucleus is Latijn voor kern, sunthesis is Grieks voor samenvoeging, is in de kosmologie de vorming van zwaardere chemische elementen uit lichtere, door de versmelting van atoomkernen. In het binnenste van een ster vinden kernreacties onder invloed van de enorme druk en zeer hoge temperatuur plaats, waarbij uit waterstof helium wordt gevormd, vervolgens uit helium koolstof, en daarna uit koolstof nog weer zwaardere elementen. Op deze manier ontstaan binnenin een ster de meest uiteenlopende elementen.
Welke atoomkernen, en dus chemische elementen, er op een gegeven moment het meeste in een ster worden gevormd, hangt af van de fase in de evolutie van de ster. Er zijn sterren van drie verschillende populaties, die ieder een aparte fase beschrijven. Synthese van nieuwe atoomkernen vindt vooral door kernfusie plaats, alleen in supernova's ontstaan voor een deel ook weer atoomkernen door kernsplijting.

## Geschiedenis
Nucleosynthese werd door de fysicus Fred Hoyle ontdekt, die in de jaren vijftig de vorming van chemische elementen in sterren onderzocht. Dit werk resulteerde in een artikel door Geoffrey en Margaret Burbidge, William Fowler en Fred Hoyle. In hun artikel worden de mechanismen uitgelegd, waarmee in het inwendige van de sterren lichtere elementen in zwaardere worden omgezet. Hoyle was de theoreticus: hij ontwikkelde de complexe wiskundige modellen waarmee de snelheid van de kernreacties werd berekend. Hiermee kon ook worden verklaard waarom bepaalde elementen in het heelal meer voorkomen dan andere. 
Hoyle vond ook een verklaring voor het triple-alfaproces, waarbij heliumkernen in koolstofkernen worden omgezet. Hun werk zou ertoe leiden dat de Nobelprijs voor de Natuurkunde in 1983 aan William Fowler werd toegekend. Hoyle viste  achter het net, waarschijnlijk vanwege het bepleiten van enkele buitenissige theorieën, die hem tot een controversieel figuur hadden gemaakt.

## Optreden na de oerknal
Kort na de oerknal zijn de lichtste elementen gevormd tijdens de oerknal-nucleosynthese: deuterium, tritium, helium-3, helium-4 en lithium-7.
De meest voorkomende kernreacties voor de vorming van de lichte elementen in het heelal staan in de grafiek daarvoor. Linksboven 
vervalt een neutron {\displaystyle {\ce {n}}} tot een proton {\displaystyle {\ce {p}}}, een elektron {\displaystyle {\ce {e}}} en een elektron-antineutrino. Rechtsboven vormen een proton en een neutron samen een deuteron {\displaystyle {\ce {D}}}, zware waterstof, waarbij gammastraling vrijkomt. Op de tweede regel ontmoet dit deuteron een proton om samen helium {\displaystyle {\ce {He}}} te vormen...enzovoorts, totdat rechtsonder lithium {\displaystyle {\ce {Li}}} is gevormd.

## Optreden in sterren
Het eerste stadium, dat van de omzetting van waterstof in helium, via de proton-protoncyclus, vindt in alle sterren plaats. De andere stadia alleen in zwaardere sterren. Daarbinnen vormt zich dan een kern met schillen eromheen: in de buitenste laag van de ster, bij temperaturen vanaf 10 miljoen graden, wordt waterstof in helium omgezet {\displaystyle {\ce {4\ ^1H -> ^4He}}}, in de laag daaronder wordt onder aanzienlijk hogere temperatuur, vanaf 100 miljoen graden, en onder hogere druk helium door middel van het triple-alfaproces {\displaystyle {\ce {3\ ^4He -> ^{12}C}}} in koolstof omgezet. In de verder naar binnen gelegen lagen worden achtereenvolgens, bij steeds hogere temperatuur en druk, koolstof met helium omgezet in zuurstof {\displaystyle {\ce {^{16}O}}} en neon {\displaystyle {\ce {^{20}Ne}}}, neon met helium in magnesium {\displaystyle {\ce {^{24}Mg}}}, silicium {\displaystyle {\ce {^{28}Si}}}, zwavel {\displaystyle {\ce {^{32}S}}} en calcium {\displaystyle {\ce {^{40}Ca}}} en uiteindelijk in ijzer {\displaystyle {\ce {^{56}Fe}}}.

## Optreden in supernova's
Elementen zwaarder dan ijzer zijn in supernova's ontstaan. Tot aan de vorming van ijzer komt bij kernfusie namelijk energie vrij. Voor vorming van elementen zwaarder dan ijzer is bij kernfusie energie nodig. Deze elementen ontstaan door neutronenvangst. Hierdoor kan de atoomkern overgaan in een isotoop die aan bèta-minverval onderhevig is, en die vervolgens één plaats in het periodiek systeem opschuift.
De grafiek met de bindingsenergie voor atoomkernen, geeft aan hoe sterk de binding van de samenstellende deeltjes nucleonen: de neutronen en protonen is. Verticaal staat de bindingsenergie van atoomkernen per kerndeeltje in een atoomkern, uitgedrukt in MeV, miljoen elektronvolt, uitgezet tegen horizontaal het aantal kerndeeltjes. 
De grafiek laat zien dat samenvoegen van kerndeeltjes aanvankelijk energie oplevert, tot de top van de grafiek bij ijzer (Fe-56, met 56 nucleonen) wordt bereikt. Voor de vorming van zwaardere atoomkernen moet er energie bij. Daardoor zijn de elementen die zwaarder zijn dan ijzer, betrekkelijk schaars in het heelal. Supernova's hebben de extra energie geleverd om deze zware elementen te produceren uit lichtere. Omgekeerd levert kernsplijting van deze zware atoomkernen in lichtere, weer energie op.
Het lukt wetenschappers tot op heden niet om, met behulp van computersimulaties, in een supernova zwaardere elementen dan ijzer, via kernfusie tot stand te brengen. Volgens nieuwe theorieën vormen de zwaardere elementen dan ijzer zich in een kilonova (r-proces supernova). In oktober 2017 is een kilonova geregistreerd met behulp van Ligo-detectoren. Twee neutronensterren met een diameter van 15 mijl in een binair systeem fuseren, waarbij o.a. 10 x de massa van de aarde in goud is vrijgekomen.

## Generaties van sterren
Een ster is dus eigenlijk een soort fabriek waar chemische elementen worden gemaakt. Alle elementen zwaarder dan waterstof, helium en lithium, met andere woorden het grootste deel van de bestanddelen van de aarde,  zijn ooit door nucleosynthese binnenin een ster ontstaan. Ze werden overigens niet gevormd in de zon maar, al veel eerder, in andere, grotere sterren, die zich ooit tot een supernova ontwikkelden, waarbij een groot deel van de zwaardere elementen in de ruimte werd geslingerd. Onze zon is met nucleosynthese namelijk nooit verder gekomen dan de omzetting van waterstof in helium.
Daarom denkt men dat de zon een ster van de tweede generatie is, dat wil zeggen, dat zij uit gas is gevormd waarin zich restanten van geëxplodeerde oudere sterren gemengd hebben. De elementen zwaarder dan waterstof en helium in het zonnestelsel hebben hun ontstaan dus aan nucleosynthese in oudere sterren te danken. Dit verklaart waarom er in het zonnestelsel beduidend meer ijzer en andere zware elementen aanwezig zijn dan in sterren die veel ouder zijn.